# Harry Otten (meteoroloog)
Harry Otten (Breda, 17 juni 1948) is een Nederlandse meteoroloog, weerman en dammer. Naast de meteorologie hebben ook zons- en maansverduisteringen al vroeg zijn interesse getrokken. Hij is opgeleid als kernfysicus.

## Loopbaan
Hij was bij de eclips van 1973 in Kenia en bleef op doorreis naar Neder-Californië in 1991 in San Diego steken. In een groot Nederlands gezelschap, dat voor de Zonsverduistering van 26 februari 1998 op Curaçao was, kwam hij opnieuw in contact met zijn oud-collega van het KNMI, Jacob Kuiper. Samen besloten ze om de eclips van 11 augustus 1999 als uitgangspunt te nemen voor een boek over zonsverduisteringen.
Harry Otten was tussen 1986 en 2011 algemeen directeur van Meteo Consult, met de hoofdvestiging in Wageningen en filialen in een aantal Europese landen. Hij heeft ook diverse weerberichten op RTL 4 gepresenteerd.
Hij ziet kernenergie als een oplossing voor het versterkte broeikaseffect.
Sinds 2011 is Otten Officier in de Orde van Oranje-Nassau.

## Dammen

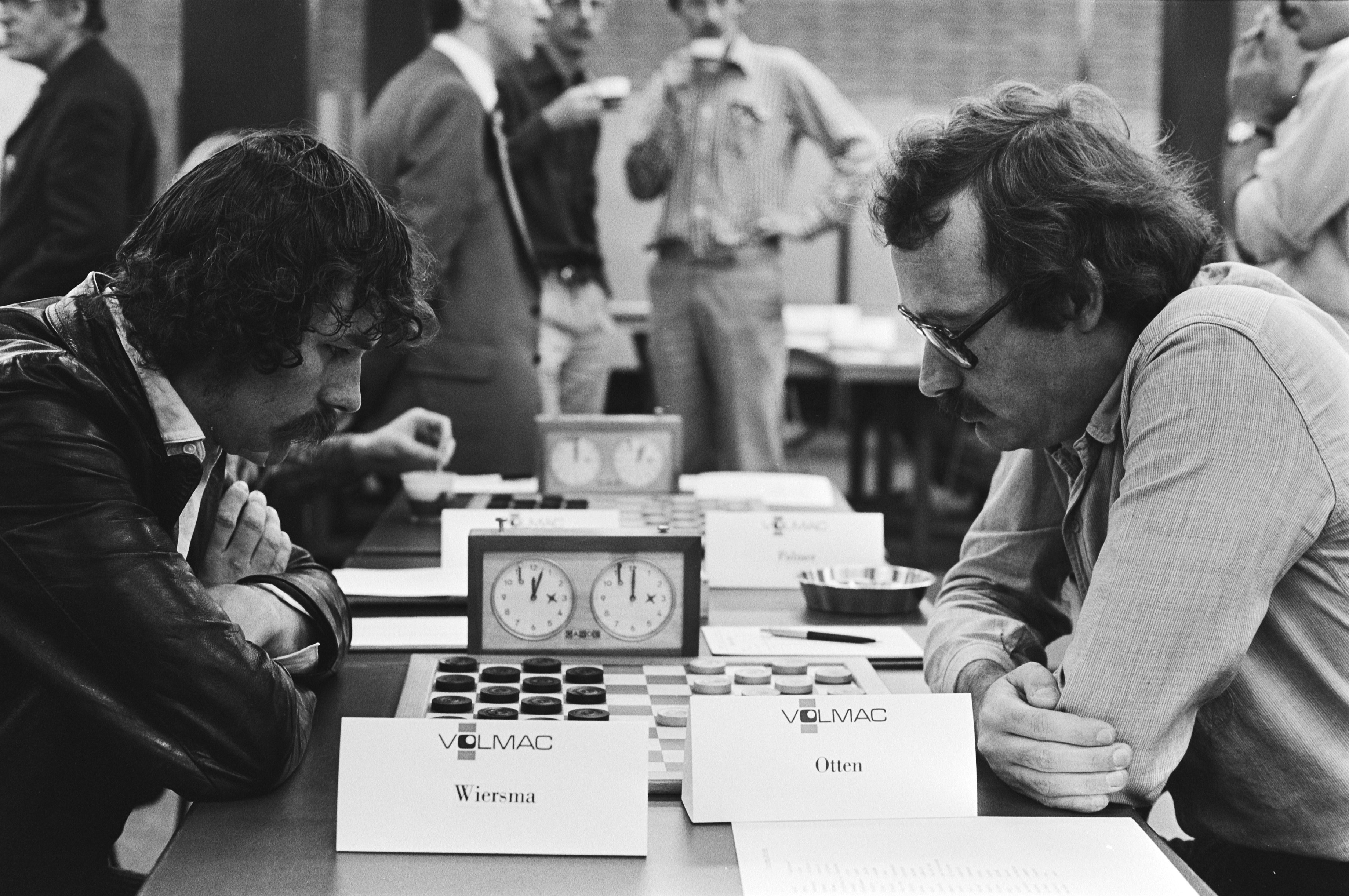
Wiersma tegen Otten (1979)

Otten is ook actief in de damsport en speelt in de nationale competitie voor BDV uit Bennekom. Hij was een van de tegenstanders (de eerste die verloor) van Ton Sijbrands bij diens verbetering van zijn eigen wereldrecord blindsimultaandammen op 19 december 2004. Hij werd in november 2007 gekozen als vicepresident van de FMJD (de werelddambond).